# Ectenessa quadriguttata
Ectenessa quadriguttata är en skalbaggsart som först beskrevs av Hermann Burmeister 1865.  Ectenessa quadriguttata ingår i släktet Ectenessa och familjen långhorningar.
Artens utbredningsområde är Paraguay. Inga underarter finns listade i Catalogue of Life.